# Celia Aymonierová
Celia Aymonierová (* 5. srpna 1991) je bývalá francouzská reprezentantka v biatlonu a bývalá běžkyně na lyžích.
Do roku 2014 závodila v běhu na lyžích a za Francii se zúčastnila Zimních olympijských her 2014 v Soči. Od sezony 2015/2016 již závodila v biatlonu a zúčastnila se také Zimních olympijských her 2018 v Pchjongčchangu.
Jejím dosavadním největším úspěchem ve světovém poháru jsou dvě vítězství v se štafetou žen, poprvé v německém Oberhofu v ročníku 2016/17. V individuálních závodech skončila nejlépe sedmá.
V roce 2020 ukončila reprezentační kariéru.

## Výsledky biatlonu

### Olympijské hry a mistrovství světa
| Sezóna  | D   | Místo              | SP  | SZ  | HZ  | IZ  | ŠT  | SŠT | SZD | Věk    |
| ------- | --- | ------------------ | --- | --- | --- | --- | --- | --- | --- | ------ |
| 2015/16 | MS  | Oslo               | 64. | –   | –   | –   | –   | –   | ×   | 24 let |
| 2016/17 | MS  | Hochfilzen         | 9.  | 9.  | 17. | 25. | 3.  | –   | ×   | 25 let |
| 2017/18 | ZOH | Pchjongčchang      | –   | –   | –   | 48. | –   | –   | ×   | 26 let |
| 2018/19 | MS  | Östersund          | 23. | 18. | 20. | 20. | 8.  | –   | –   | 27 let |
| 2019/20 | MS  | Antholz-Anterselva | 15. | 30. | 11. | 28. | 14. | –   | –   | 28 let |

Poznámka: Výsledky z mistrovství světa se započítávají do celkového hodnocení světového poháru, výsledky z olympijských her se dříve započítávaly, od olympijských her v Soči 2014 se nezapočítávají.

## Vítězství v závodech světové poháru

### Kolektivní
| Datum:          | Místo:               | Disciplína:     |
| --------------- | -------------------- | --------------- |
| 7. ledna 2018   | Oberhof, Německo     | štafeta         |
| 17. března 2018 | Holmenkollen, Norsko | štafeta         |
| 17. února 2019  | Soldier Hollow, USA  | smíšená štafeta |